# St. Johannes (Lichtenau)

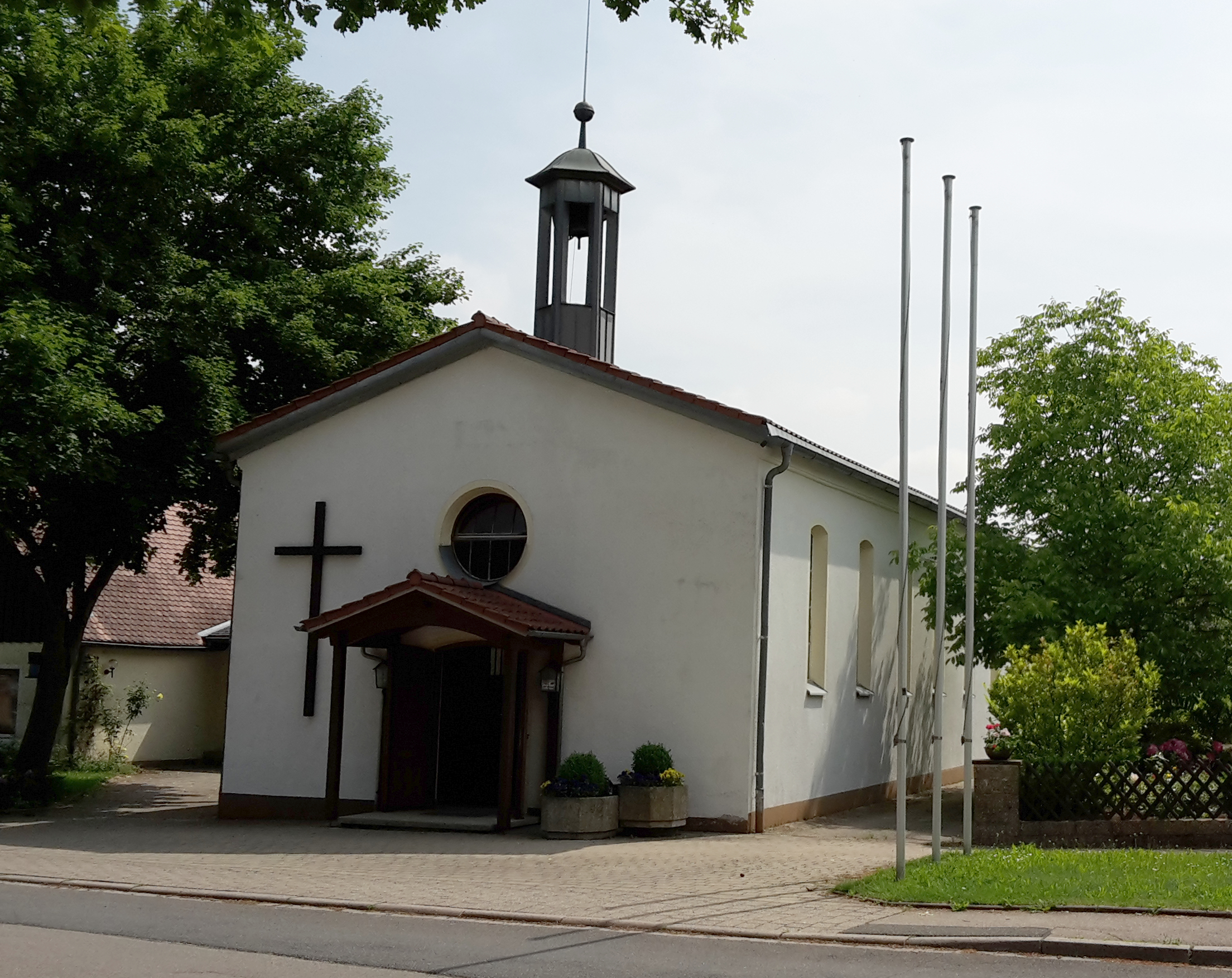
St. Johannes

St. Johannes ist eine nach Johannes dem Täufer benannte römisch-katholische Kirche in Lichtenau (Dekanat Herrieden des Bistums Eichstätt).

## Kirchengemeinde
Seit der Errichtung eines Zuchthauses in Lichtenau im Jahr 1808 gab es im Ort Katholiken. Die Strafanstalt wurde zu einer Kuratie der Pfarrei Obereschenbach (=Wolframs-Eschenbach) und wurde von dem Ex-Kapuziner Anaclet Gastbihl aus Eichstätt betreut. In der Folgezeit nahmen auch die katholischen Bewohner an dem Gottesdienst teil, weswegen der Kuratie 1834 auch pfarrliche Rechte zugesprochen wurden. 1842 wurde verfügt, dass in der Strafanstalt nur Gefangene katholischer Konfession untergebracht wurden und dass nur Personal katholischer Konfession beschäftigt wurde.
Am 1. Dezember 1908 wurde es der Expositur Heilsbronn zugeordnet, die 1950 zur Pfarrei erhoben wurde.
Nach dem Zweiten Weltkrieg stieg die Zahl der Katholiken durch Heimatvertriebene aus Schlesien, Böhmen und Mähren stark an (ca. 540 in Lichtenau, ca. 500 in den Nachbargemeinden Alberndorf, Immeldorf, Sachsen bei Ansbach und Volkersdorf). Anfänglich konnten Gottesdienste in der evangelischen Dreieinigkeitskirche und im Turn- und Theatersaal der Burg abgehalten werden. 1951 wurde für den Bau einer Kirche ein Grundstück von 1350 m² in der Nähe des Friedhofs erworben. 1952 wurde die Kirche nach den Plänen des Architekten Roman Kretzer errichtet. Die Kosten beliefen sich auf 32.610 DM. 1970 wurde St. Johannes zur Pfarrei erhoben, zu der St. Josef (Sachsen bei Ansbach) gehört. St. Johannes gehört zum Pfarrverband Heilsbronn.

## Kirchengebäude
St. Johannes besteht aus einem schlicht gehaltenen Langhaus von 21 Meter Länge und 8 Meter Breite mit flachen Satteldach. An der Westseite befindet sich das überdachte Stichbogenportal, links davon ist ein Kruzifix angebracht, über dem Portal ein kreisrundes Fenster. An der Nord- und Südseite gibt es vier Achsen mit Stichbogenfenster. An der Westseite ist ein Glockentürmchen mit oktogonalem Grundriss als Dachreiter aufgepflanzt. An der Nordseite schließt das Gemeindezentrum und das Pfarrhaus an. Im Saal ist an der Ostwand ein Holzkruzifix angebracht. Im Osten befinden sich auch Altar, Ambo und Tabernakel.